# Melanerpes superciliaris
Melanerpes superciliaris o carpintero jabado especie de ave de Cuba, Bahamas, Islas Turcas y Caicos y Gran Caimán. Pertenece a la familia Picidae del orden Piciformes.

## Nombres
Melanerpes en griego es “trepador negro” y  superciliaris  en latín es “sobre la ceja”, murceus en griego es “perezoso”, florentinoi dedicado a Florentino García, sanfelipensis de los Cayos de San Felipe, caymanensis por la isla Gran Caimán, balkei dedicado a Blake. En Cuba se le llama ‘jabado’ como a las personas mestizas pelirrojas. En Hispanoamérica los picidae son llamados “carpinteros” y en España se llaman “picos”. En inglés a esta especie se la llama West Indian woodpecker. 

## Dristribución en Cuba
Melanerpes superciliaris es el más común de los carpinteros en Cuba, está presente en la isla principal, en la Isla de la Juventud, y en los cayos Coco, Romano, Guajaba, San Felipe, Cantiles, Ávalos y Largo. Habita en bosques o en sitios con árboles dispersos, en matorrales costeros con palmas y en manglares. Puede frecuentar jardines y parques en ciudades.

## Subespecies
- M. s. blakei  (Ridgway, 1886)
- M. s. caymanensis  (Cory, 1886) de Gran Caimán
- M. s. florentinoi (Garrido, 1966) de Cayo Largo (Cuba)
- M. s. murceus (Bangs, 1910) de Isla de la Juventud (Cuba)
- M. s. nyeanus  (Ridgway, 1886)
- M. s. sanfelipensis (Garrido, 1972) de Cayo Real (en Cayos de San Felipe, Cuba)
- M. s. superciliaris (Temminck, 1827) de Isla de la Juventud (Cuba)

## Descripción
Miden unos 28 cm de largo. La frente es blancuzca y junto a la base del pico es roja. Detrás del ojo hay una mancha negra. La coronilla es roja en el macho, en la hembra es como en la frente con algunas manchitas negras. La nuca es roja en los dos sexos. Todo el resto del dorso es barreado de negro y blanco o blanco amarillento. Las partes inferiores van de un pardo grisáceo claro a pardo amarillento claro. En el centro del abdomen tiene una mancha roja y a los lados hay barreados negros. El inmaduro es como los adultos pero la mancha roja de la cabeza más pequeña. Se alimentan de insectos y larvas que atacan troncos vivos, también comen frutos pequeños y también los grandes perforándolos, además pequeñas ranas y lagartijas.

## Nido
Anidan de febrero a julio en huecos que hacen en palmas o en árboles como yagruma (Cecropia peltata) o en troncos muertos. Pone de cinco a seis huevos blancos que miden 2,8 cm por 2,2 cm. 